# Orange (catamaran)
Pour les articles homonymes, voir Orange.
Swift depuis 2011
Orange est un maxi-catamaran, qui a participé à de nombreuses courses à la voile. Il a été racheté et rebaptisé à plusieurs reprises : Innovation Explorer, puis Kingfisher 2, puis Gitana 13, et finalement Swift.
Il est le sister-ship de Club Med, vainqueur de The Race avec Grant Dalton. 

## Dénomination
Au cours du temps, il s'est appelé :
- 2000 : Innovation Explorer, skippé par Loïck Peyron, pour The Race, qu'il termine en deuxième position.
- 2002 : Orange, skippé par Bruno Peyron, avec lequel il remporte le trophée Jules-Verne.
- 2003 : Kingfisher 2, skippé par Ellen MacArthur, victime d'un démâtage sur la route du Trophée Jules Verne.
- 2006 : Gitana 13, skippé par Loïck Peyron et Lionel Lemonchois après son rachat par le Team Gitana Team[2]..
- 2011 : Swift, transformé en bateau de grande croisière (biminis, annexe, aménagements intérieurs…), il est désormais à l’eau dans le port de Lorient[3]

## Records
- Sous le nom Orange : record du tour du monde à la voile lors du trophée Jules-Verne, le 5 mai 2002, en 64 jours 8 heures 37 minutes et 24 secondes, avec comme skippers Bruno Peyron avec une moyenne de 13,98 nœuds[4].
- Sous le nom Gitana 13 : Record New York-San Francisco à la voile, en 43 jours 3 minutes et 18 secondes, le 16 janvier 2008.
- Sous le nom Gitana 13 : record de la traversée du Pacifique entre San Francisco et Yokohama, en 11 jours, 12 minutes et 54 secondes en 2008.